# Garrovillas de Alconétar
Garrovillas de Alconétar – gmina w Hiszpanii, w prowincji Cáceres, w Estramadurze, o powierzchni 206,85 km². W 2011 roku gmina liczyła 2246 mieszkańców.